# Andy Reid (Fußballspieler, 1982)
Andrew Matthew „Andy“ Reid (* 29. Juli 1982 in Dublin) ist ein ehemaliger irischer Fußballspieler.

## Vereine

### Nottingham Forest
1998 wechselte Reid aus Irland zu Nottingham Forest. Zunächst wurde er in der Jugendmannschaft eingesetzt, mit der er in der Saison 1999/00 überraschend die englische Jugendmeisterschaft gewann. Am 29. November 2000 feierte er sein Debüt in der Profimannschaft gegen Sheffield United und erzielte gleich seinen ersten Treffer. Nottingham war in der Saison 1998/99 aus der Premier League abgestiegen und befand sich auch in der Spielzeit 2000/2001 immer noch im Umbruch. Trainer David Platt hatte viele neue Spieler geholt, dabei jedoch selten ein glückliches Händchen gehabt. Am Saisonende wurde er entlassen und durch Reids ehemaligen Jugendtrainer Paul Hart ersetzt.
Auch unter dem neuen Trainer war Forest von einem Aufstieg in die erste Liga weit entfernt und hatte vielmehr mit erheblichen finanziellen Problemen zu kämpfen. Reid kam in 30 Spielen zum Einsatz, erzielte jedoch kein Tor. 2002/03 gelang dafür endlich der Einzug ins Play-off-Halbfinale durch einen sechsten Tabellenplatz. Dort scheiterte Reid (31 Spiele/2 Tore) mit seinem Team jedoch an Sheffield United. Im folgenden Jahr wurde Trainer Paul Hart Anfang Februar 2004 entlassen und durch Joe Kinnear ersetzt, der mit der Mannschaft den zwischenzeitlich gefährdeten Klassenerhalt erreichte. Andy Reid (46 Spiele/13 Tore) gelang in dieser Spielzeit endgültig der Durchbruch und wurde als Auszeichnung für seine guten Leistungen ins PFA Team of the Year der zweiten Liga gewählt. 2004/05 stieg Forest in die Drittklassigkeit ab. Reid (25 Spiele/5 Tore) war bereits während der Saison gemeinsam mit Michael Dawson für zusammen ca. 8.000.000 Pfund zu den Tottenham Hotspur gewechselt.

### Tottenham Hotspur
Reid feierte am 5. Februar 2005 sein Debüt in der Premier League 2004/05 beim 3:1-Sieg über den FC Portsmouth. Trainer Martin Jol war von der Qualität seines Neuzugangs überzeugt und setzte ihn im Laufe der Saison häufig ein. Im Mai 2005 erzielte er beim 5:1-Sieg über Aston Villa seinen ersten und einzigen Treffer für Tottenham. In insgesamt 26 Ligaspielen blieb es demnach bei nur einem Tor und im August 2006 wurde er für 3.000.000 Pfund zu Charlton Athletic verkauft.

### Charlton Athletic
Auch sein neuer Verein war in der ersten Liga aktiv, stieg jedoch in der Saison 2006/07 in die zweite Liga ab. Reid erspielte sich einen Stammplatz und gehörte auch in der folgenden Zweitliga-Saison zu den Leistungsträgern, bevor er sich für einen Rückkehr in die Premier League entschied und Ende Januar 2008 einen 3½-Jahresvertrag beim AFC Sunderland unterschrieb. Insgesamt erzielte er in 38 Spielen für Charlton acht Tore.

### AFC Sunderland
Am 9. Februar 2008 gab Reid seinen Einstand gegen Wigan Athletic und erzielte Ende März 2008 sein erstes Tor für Sunderland. Das Team erreichte in der Premier League 2007/08 als Aufsteiger Tabellenplatz 15 und damit den Klassenerhalt. Das kommende Jahr brachte mit Platz 16 wieder eine Platzierung im unteren Tabellendrittel und einen langen Kampf gegen den Abstieg. Dafür lief die Premier League 2009/10 komplett ohne Abstiegssorgen. Speziell Stürmer Darren Bent sorgte mit seinen 24 Ligatoren für einen mittleren Tabellenplatz. Reid erspielte sich unter Trainer Steve Bruce einen Stammplatz im linken Mittelfeld und trug seinen Teil zur guten Saison bei.
Nachdem Andy Reid in der Folgezeit seltener seinen Platz in der Stammformation gefunden hatte, wechselte er Ende Oktober 2010 auf Leihbasis zum Zweitligisten Sheffield United in die Football League Championship 2010/11. Nach Ablauf des Leihgeschäfts, wurde Reid am 31. Januar 2011 zum Erstligisten FC Blackpool transferiert.

### Nottingham Forest
Nachdem sein Vertrag in Blackpool nicht verlängert worden war, entschied sich Andy Reid Anfang Juli 2011 für eine Rückkehr nach Nottingham und unterschrieb einen Zweijahresvertrag bei dem von Steve McClaren trainierten Verein.

## Nationalmannschaft
In der irischen Fußballnationalmannschaft spielte er bisher 27 Spiele und erzielte 4 Tore, in der Qualifikation für die Fußball-Weltmeisterschaft 2006 in Deutschland. Mit Irland gelang ihm seit seinem Debüt 2003 keine Qualifikation für ein internationales Turnier. Auch in der Qualifikation zur Fußball-Weltmeisterschaft 2010 in Südafrika scheiterte die irische Nationalmannschaft. Nach einem zweiten Platz in der Gruppe 8 hinter Weltmeister Italien, verlor Irland in zwei Play-off-Spielen unglücklich gegen Frankreich. Unter dem neuen Trainer Giovanni Trapattoni verlor Reid seinen Stammplatz. Nachdem er sich in den ersten drei Qualifikationsspielen zumindest auf der Ersatzbank wiederfand, gehört er seitdem nicht einmal mehr dem Kader an.